# One of a Kind
A One of a Kind a dél-koreai énekes-dalszerző G-Dragon második szólóalbuma, melyet digitális formában 2012. szeptember 15-én, CD formában szeptember 18-án jelentet meg a YG Entertainment. Az album első videóklipje a címadó dalhoz készült, ami azonban kislemez formájában nem jelent meg. Szeptember 1-jén adták ki az első kislemezt That XX címmel, ami a koreai slágerlisták élére került. A hét dalból álló középlemezen a dalszerzők között található G-Dragon mellett Teddy Park, Choice37 és Tablo is. Digitális megjelenésekor az album összes dala felkerült a legnagyobb koreai zenei toplisták első tíz helyezettje közé. A lemezből összesen 204 326 darab fogyott.

## Dalok
| #  | Cím                                             | Dalszöveg             | Zene                                                | Hossz |
| -- | ----------------------------------------------- | --------------------- | --------------------------------------------------- | ----- |
| 1. | One of a Kind                                   | G-Dragon              | G-Dragon, Choice37                                  |       |
| 2. | 크레용 Khurejong (Crayon)                       | G-Dragon, Teddy       | Teddy, G-Dragon                                     |       |
| 3. | 결국 Kjolkuk                                    | G-Dragon              | G-Dragon, 함승천 Ham Szungcshon, 강욱진 Kang Ukcsin |       |
| 4. | That XX (그 XX Ku XX)                           | G-Dragon, Teddy       | Teddy, G-Dragon, 서원진 Szo Vondzsin                |       |
| 5. | Missing You (ft. Kim Juna (Jaurim együttes))    | G-Dragon, Teddy       | G-Dragon, 최필강 Cshö Philkang                      |       |
| 6. | Today (ft. Kim Csongvon (Nell együttes))        | G-Dragon              | G-Dragon, Choice37                                  |       |
| 7. | 불 불 여봐라 Pul pul jobvara (ft. Tablo & Dok2) | G-Dragon, Tablo, Dok2 | Teddy, Tablo, G-Dragon, Dok2                        |       |